# Viola alta
A viola alta vagy Ritterbrácsa Hermann Ritter 1876-ban készült elméleti munkája, amelyet a gyakorlatban Karl Adam Hoerlein Würzburgban valósított meg. A 19. századi violino pomposo újjáélesztések közül ez volt a legéletképesebb; igaz, ez is rövid idő alatt megbukott.

## Eltérés az eredeti brácsáktól
Ritter viola altája látszatra a nagyobb testével (48 cm) és formásabb tetejével különbözik a brácsától. A koncepció azt célozta, hogy a brácsa nazális hangját egy finomabbra cserélje; csak később (1898) lett e húrral megtoldva (tehát akkortól violino pomposo újjáélesztés). Darabszámra elég sok ilyen hangszer készült, köszönhetően annak, hogy Ritter több mesterrel készítette hangszereit.

## Elterjedés problémája
Ritter ugyan mindent megtett az elterjedése érdekében (még műveket is komponált rá, általában Ritterbrácsa-quartetteket), manapság már csak múzeumokban futhatunk össze ilyen hangszerrel. Megszületése mindenesetre nem volt értelmetlen, ugyanis a később készülő mélyhegedűkre nagy hatással volt. Talán ez is hozzájárulhatott, hogy a hangszer a 20. század szerzőinek egyik kedvenc szólóhangszere lett. Egyébként Ritter 1927-es halála után már nem sokkal már szinte teljesen elfeledett volt.
Általában azt rótták fel a hangszernek, hogy túl nagy, és ezért nehéz rajta játszani; emellett a jellegzetes brácsahangzás hiányzott belőle.

## Zeneszerzők és a viola alta
A hangszer szellemiségét Felix Draeseke két rá íródott szonátája őrzi. Emellett Richard Wagner – aki élete nagy részét az új hangszínek keresésével töltötte – is igen érdeklődött a hangszer iránt.

## Külső hivatkozások
- Carl Smith and the Ritter Viola Archiválva 2006. május 7-i dátummal a Wayback Machine-ben
- Esszé Draeseke szonátáiról